# Madame Satan
Madame Satan (Madam Satan) è un film del 1930, uno dei pochi girati da Cecil B. DeMille per la MGM, con una scena - quella sullo Zeppelin - girata originariamente in Technicolor. Poiché i costi del colore erano troppo alti, il film venne distribuito in B/N e le copie a colori sono andate perdute.

## Trama
Angela Brooks scopre che il marito Bob la sta tradendo con un'altra donna, Trixie. Venendo a sapere che Bob ha intenzione di partecipare a un ballo mascherato che si tiene su un dirigibile, la donna decide di presentarsi anche lei al ballo indossando un fascinoso costume da vamp. Mentre la festa impazza, mettendo in scena danze e numeri musicali, un tremendo temporale si abbatte sulla città e sullo Zeppelin con gli invitati costretti a paracadutarsi in Central Park.

## Produzione
Il film, prodotto da Cecil B. DeMille per la MGM, fu girato dal 3 marzo al 2 maggio 1930, con un budget stimato di 980.000 dollari. La lunghezza del film, pari a 13 rulli, è di 3145,55 metri.

## Distribuzione
Il film fu distribuito dalla Metro-Goldwyn-Mayer, uscendo nelle sale il 20 settembre 1930. Nel 1998, la MGM Home Entertainment lo ripubblicò in VHS e nel 2010 fu rimasterizzato dalla Warner Home Video uscendo in DVD.

### Date di uscita
- USA	20 settembre 1930
- Austria	 1931
- Germania	 1931
- Francia	24 aprile 1931
- Danimarca	24 agosto 1931
- Finlandia	24 agosto 1931
- Portogallo	22 febbraio 1932
- USA 1998 VHS
- USA 2010 DVD
- Portogallo	24 luglio 2010	 (Cinemateca Portuguesa)

Alias
- Madam Satan	USA (titolo originale
- Madame Satan	Austria / Danimarca / Francia / Italia / Portogallo (v.o. sottotitolata)
- I gynaika mou satanas	Grecia
- Madam Satan	Germania